# Кристоф Дабіре
Кристоф Жозеф Марі Дабіре (27 серпня 1948 , Французька Верхня Вольта )(фр. Christophe Joseph Marie Dabiré) — буркінійський державний діяч і економіст, прем'єр-міністр Буркіна-Фасо з 24 січня 2019 до 8 грудня 2021 року.

## Біографія

### Кар'єра
Дабіре у 1984—1988 роках працював при президенті Томасі Санкара у Міністерстві економіки та планування директором з досліджень та проектів, в 1988 році був призначений в тому ж міністерстві на посаду генерального директора зі співробітництва. Обіймав цю посаду до 1992 року.
1992 року Дабіре призначили міністром охорони здоров'я, 1997 року він очолив міністерство середньої, вищої освіти та наукових досліджень Буркіна-Фасо; цю посаду він обіймав до 2000 року. 2000 року був обраний до Національної асамблеї Буркіна-Фасо від партії Конгрес за демократію і прогрес. Після переобрання до Національної асамблеї 2002 року очолив комісію з фінансів і бюджету. Після закінчення п'ятирічного терміну в 2007—2017 роках був представником Буркіна-Фасо в Економічному співтоваристві країн Західної Африки.

### Прем'єр-міністр
Після відставки уряду Поля Каба Тьєбо 21 січня 2019 року президент Роч Марк Кристіан Каборе призначив Кристофа Жозефа Марі Дабіре прем'єр-міністром Буркіна-Фасо. На посаду він вступив за три дні. 8 грудня 2021 року, у зв'язку з посиленням безпекової кризи, президент Роч Марк Кристіан Каборе звільнив Дабіре з посади прем'єр-міністра, що призвело й до відставки його уряду. У президентському указі йшлося, що члени звільненого уряду керуватимуть країною до моменту формування нового.